# مقاطعة لويس (واشنطن)
مقاطعة لويس (بالإنجليزية: Lewis County)‏ هي إحدى مقاطعات ولاية واشنطن في الولايات المتحدة الأمريكية.